# Deurganck
De Deurganck of het Groot Gat was een kreek aan de linkeroever van de Schelde, in het zuiden van Doel, een deelgemeente van de Belgische gemeente Beveren.
Het Groot Gat lag zo'n kilometer ten zuiden van het dorpscentrum van Doel en strekte zich vanaf de Schelde westwaarts uit in de Kleine Doelpolder. Na anderhalve kilometer vernauwde de geul om verder westwaarts door te lopen tot de Sint-Antoniushoek.
De verdwenen geul gaf haar naam aan het Deurganckdok.

## Geschiedenis
Een oude vermelding van de kreek als Groote Gat dateert uit 23 december 1567, in een octrooi voor indijking van de Doelpolder. Oude kaarten tonen de geul die ten noorden van het Fort Liefkenshoek uitmondt in de Schelde, en westwaarts loopt tot aan de Sint-Antoniushoek en er aansloot op de Casuweelse Moer.
Bij de indijking van de Doelpolder in 1614 werd de Deurganck ingeperkt tot de polder zelf.
Op de Ferrariskaart uit de jaren 1770 is de kreek weergeven als Groot Gat, net als in de Atlas der Buurtwegen uit 1841. De Vandermaelenkaart uit het midden van de 19de eeuw toont de Den Deurgang en Groot Gat.
Vanaf de jaren 1960 zocht men naar uitbreiding van de Antwerpse haven op de linkeroever van de Schelde. Verschillende gebieden, polders en gehuchten werden de volgende decennia onteigend voor de aanleg van de Waaslandhaven. Gronden werden ontpolderd en opgespoten, en in de jaren 1990 werd beslist om hier een dok te bouwen, het Deurganckdok, op de plaats waar vroeger het Groot Gat lag. Het dok werd begin 21ste eeuw aangelegd.